# What's Left of Me
What's Left of Me es el segundo álbum de Nick Lachey, lanzado el 9 de mayo de 2006. El disco incluye la balada What's Left of Me, que hasta la fecha es el sencillo más famoso para él. Otros sencillos incluidos son titulados "I Can't Hate You Anymore" y " Resolution". De acuerdo con Lachey, el 90% de este álbum fue escrito después de noviembre de 2005, el mes cuando Jessica Simpson le dijo que su matrimonio había terminado. El 14 de junio de 2006, What's Left of Me fue certificado disco de oro por vender más de 500,000 copias.

## Listado de canciones
1. "What's Left of Me" (Jess Cates, Emanuel Kiriakou, Nick Lachey, Lindy Robbins) – 4:06
2. "I Can't Hate You Anymore" (Cates, Lachey, Robbins, Rob Wells) – 3:54
3. "On Your Own" (Luke McMaster, Wally Gogel, Xandy Barry) – 3:06
4. "Outside Looking In" (Cates, Lachey, Dan Muckala, Robbins) – 3:20
5. "Shades of Blue" (Muckala, Liz Vidal) – 4:18
6. "Beautiful" (Peer Astrom, Anders Bagge, Andreas Carlsson, Lachey) – 3:34
7. "Everywhere But Here" (Greg Johnston, David Martin, Rob Wells) – 3:29
8. "I Do It for You" (Astrom, Bagge, Carlsson, Lachey) – 3:23
9. "Run to Me" (Cates, Lachey, Muckala, Robbins) – 3:32
10. "Ghosts" (Jamie Cullum, Kara DioGuardi, Greg Wells) – 4:10
11. "You're Not Alone" (Astrom, Bagge, Carlsson, Lachey) – 3:43
12. "Resolution" (Cates, Lachey, Robbins, Rob Wells) – 3:55

### Canciones adicionales
1. "Did I Ever Tell You" (Nick Lachey, Adam Anders, Pamela Sheyne) (Bonus Track) - 3:53
2. "Alone" (UK and Japanese Album Bonus Track) – 3:28
3. "Because I Told You So" (disponible I Can't Hate You Anymore en el CD de sencillo de Reino Unido) – 3:45
4. "Don't Shut Me Out" (Nick Lachey, Adam Anders, Pamela Sheyne) (disponible con la canción What's Left of Me European Maxi CD Single) - 3:37

## Listas
| Chart                 | Posición | Certificación |
| --------------------- | -------- | ------------- |
| Billboard 200         | 2        | Oro (RIAA)    |
| Australian ARIA Chart | 13       |               |
| Irish Albums Chart    | 21       |               |
| UK Album Chart        | 91       |               |